# Winifred Wagner und die Geschichte des Hauses Wahnfried 1914–1975
Winifred Wagner und die Geschichte des Hauses Wahnfried 1914–1975 ist ein deutscher Dokumentarfilm aus dem Jahre 1975 von Hans Jürgen Syberberg. Er besteht aus einem rund fünfstündigen Interview mit der einstigen Prinzipalin der Wagner-Festspiele von Bayreuth und erklärten Hitler-Verehrerin Winifred Wagner.

## Handlung
Im Zentrum des Interviews mit der einstigen Bayreuther Wagner-Festspielchefin und gebürtigen Engländerin Winifred Wagner steht vor allem ihr Verhältnis zu Reichskanzler und Wagner-Verehrer Adolf Hitler, zu dem sie auch nach 1945 ebenso wenig auf Distanz gegangen ist wie zur nationalsozialistischen Ideologie generell. Zahlreiche Äußerungen und Anmerkungen in diesem fünfstündigen Interview belegen ihre ungebrochene Nähe zum Regime, die sich auch in der Kritik gegenüber ihren eigenen Kindern äußert. Wagners Ruf, bis zuletzt eine unverbesserliche Nazi-Sympathisantin zu sein, ist unter anderem durch den in diesem Film geäußerten Satz begründet: „Wenn Hitler heute hier zur Tür reinkäme, ich wäre genauso fröhlich und so glücklich ihn hier zu sehen und zu haben, als wie immer.“
Ihr Image pflegt Winifred Wagner bereits zu Beginn von Syberbergs Film. Sie erklärt unverdrossen: „Das große Interesse der Allgemeinheit scheint sich immer wieder auf unser Verhältnis zu Hitler zu konzentrieren.“ Für sie handelte es sich dabei um „eine rein menschliche, persönliche und vertrauliche Bindung, die auf der Grundlage der Verehrung und der Liebe zu Richard Wagner beruhte“. Und deshalb werde sie dem Menschheitsverderber „stets in Dankbarkeit gedenken, weil er mir buchstäblich hier in Bayreuth sozusagen die Wege bereitet hat“. Ein Bild in ihren Fotoalben zeigt Winifreds Tochter Friedelind als Kind auf dem Schoß von Goebbels. Friedelind zerstritt sich später mit ihrer Mutter wegen deren Faible für das braune Regime und wanderte 1940 in die USA aus. Nach dem Krieg kam es zur Versöhnung. Ähnlich hart ist auch ihr Urteil über den zur Entstehungszeit bereits seit neun Jahren verstorbenen Sohn Wieland, der ab 1951 gemeinsam mit Bruder Wolfgang die Wagner-Festspiele geleitet hatte und von dem Schatten der Hitler-Nähe zu reinigen versuchte. Er habe, sagt sie gegenüber Syberberg, alles nur „runtergemacht“ und „nur gegen uns intrigiert“. Wieland Wagner hatte noch 1965 öffentlich gegen seine Mutter Stellung bezogen, weil „die noch immer an des Führers Endsieg glaubt“.
Dass Hitler „die Festspiele in den Dienst des Nationalsozialismus gestellt“ habe, so erklärt die Unverbesserliche, sei „barer Unsinn“. Der „Führer“ kam „als Wagner-Fan und Freund des Hauses“, gefolgt von anderen Nazi-Größen wie Reichsmarschall Herman Göring und Rassenchefideologe Alfred Rosenberg. HJ-, BdM- und Trachtengruppen reisten an, „um einen Blick auf den Führer erhaschen zu können“, während einer, wie Winifred sagt, „Jubel- und Triumph-Fahrt“ vom Haus Wahnfried zum Festspielhaus auf dem Grünen Hügel, wo Winifred Adolf Hitler erwartete und ihn zur Loge geleitete. Hitler wollte darüber hinaus, so die Ex-Prinzipalin, bei den Wagners „Familienleben […] genießen“, ungestört in seinem Schlaf von vier Uhr morgens bis elf oder zwölf Uhr mittags. „Hier auf meinem Terrain hat er seine absolute Ruhe gehabt.“ Er kam auch, „um die Kinder zu sehen“, mit denen er „ganz rührend“ war: „Sie haben ihn eigentlich als guten Onkel betrachtet, und er hat sich wirklich als ein solcher bei uns aufgeführt.“ Er hat „österreichischen Herzenstakt und Wärme“ verbreitet und „auch ganz nett Klavier gespielt“. Die dunklen Seiten, die Hitler eigentlich ausmachten, hätten sie nicht interessiert, denn „das berührte mich ja nicht“, und „alles, was ins Dunkle geht bei ihm – ich weiß, dass es existiert, aber für mich existiert es nicht“. Denn sie sei „ein restlos unpolitischer Mensch“. Schlussendlich zeigt sich Winifred Wagner als Frau, die imstande sei, „den Hitler, den ich kenne, vollkommen zu trennen von dem, was man ihm heutzutage alles zur Last legt“.
Das zweite Themenfeld, über das Winifred Wagner in Winifred Wagner und die Geschichte des Hauses Wahnfried 1914–1975 mal detailversessen, mal anekdotenreich spricht, ist ihr Leben im Haus Wahnfried. Von Richard Wagners Witwe Cosima wurde sie dort „absolut im Sinne Wagners und Bayreuths erzogen“, zur „Nachfolgerin“ der „Hohen Frau“ bestimmt. Syberberg selbst sieht sie in seiner Dokumentation primär als „lebendes Zeugnis“ einer von der „Dekadenz des Großbürgertums“ geprägten Epoche. Die Geschichte des Hauses Wahnfried soll verdeutlichen, dass die „Villa des Künstlers als Utopie einer heilen Welt“ zwangsläufig „die verhängnisvollen Gäste von Ludwig II. bis zu Hitler“ anlocken musste. Zugleich hinterlässt Syberbergs Film den Eindruck einer frühzeitig emanzipierten Frau, die sich in einer extrem männerdominierten Welt, zumal zur Zeit des Nationalsozialismus, in der Frauen eine durchgehend untergeordnete Rolle zugedacht war, durchzusetzen vermochte.
Hans-Jürgen Syberberg, „in seiner Ästhetik selber Wagnerianer und dem 19. Jahrhundert verbunden“, wie Der Spiegel in seiner Ausgabe vom 28. Juli 1975 schreibt, „sieht sein provokantes Dokumentarwerk in erster Linie nicht etwa als ideologiekritische Lektion, sondern als ‚Kunstwerk‘, das ‚Vergnügen‘ bereiten und ‚schön‘ wirken soll“. Darum werde in dem Film „alle Freiheit der dialektischen Imagination gewahrt“, auch was die Präsentation der Winifred Wagner mit ihren Hitler-Bekenntnissen angeht – „durch die langsame und stille Kameraführung, die das Gesicht, die Blicke einfängt, auf dem und in denen die Worte und Welten entstehen und vergehen.“

## Produktionsnotizen
Winifred Wagner und die Geschichte des Hauses Wahnfried 1914–1975 entstand an fünf Tagen im April 1975 und wurde bereits im Juli desselben Jahres der Öffentlichkeit erstmals vorgestellt. Massenstart war der 15. Juni 1976. Im darauffolgenden Jahr lief der Film erstmals im deutschen Fernsehen (Drittes Programm des Bayerischen Rundfunks) an.
Winifreds Enkel Gottfried Wagner assistierte Syberberg bei diesem Film.

## Kritik
„Ein ausufernd umfangreicher Interview-Film mit Winifred Wagner, Richard Wagners Schwiegertochter, der 60 Jahre deutscher Zeitgeschichte dokumentiert und dabei die ideologischen und gesellschaftspolitischen Bezüge zum Nationalsozialismus und die enge Beziehung Hitlers zum Haus Wahnfried und den Bayreuther Festspielen offenlegt. In Aussage und Darbietung gleich fesselnd durch die Authentizität der Vermittlung.“

## Veröffentlichungen
- Hans Jürgen Syberberg: Winifred Wagner und die Geschichte des Hauses Wahnfried 1914–1975. 2 VHS-Videokassetten, zus. 300 Minuten Spieldauer, schwarz-weiß. Alexander Verlag, Berlin, ISBN 3-923854-85-4. Auch als DVD erschienen, bei: Syberberg Filmproduktion, München, 2006.